# Качество
Качеството е категория, която описва характеристиките на даден обект. Етимологически думата се появява в старобългарския език като калка на гръцкото ποιότης, което произлиза от ποῖος, „какъв“. Съответно качеството на даден предмет е неговата „каквина“.
Качеството е основна логическа категория във философиите на Аристотел, Имануел Кант и Хегел. Съществено място заема разбирането и разграничаването между първични и вторични качества във философията на Новото време в лицето на мислители като Бейкън, Декарт и Лок. В наше време качеството е обект на сериозен дебат в социалните и икономическите науки и е едно от основните понятия, върху които се изграждат редица политически, управленски и организационни теории.

## Качеството като философска категория
Аристотел разглежда качеството като една от десет категории в едноименното произведение „Категории“, което е част от неговия „Органон“. Според него качеството може да се приписва или да се притежава от предметите и хората. Има четири вида качества: навик и предразположение, естествени способности и неспособности, въздействия, форма.
Джон Лок в „Опити върху човешкия разум“ описва първичните качества като онези, които принадлежат на даден обект и притежават обективно съществуване, докато вторичните по-скоро само като резултат от неговата способност за въздействие и за пораждане на идеи в ума. Така например материята и движението са първични качества, докато цветът е вторично. Вторичните качества зависят от първичните, които са единствените, подлежащи на пряко разбиране. Разбирането на вторичните качества е винаги опосредствано от сетивата.
Кант дискутира качеството най-вече в Критика на чистия разум. За него категориите са форми на разсъдъчната способност, които, бидейки приложени чрез въображението върху опита, правят възможно неговото познаване. Категориите са разпределени в четири групи – по количество, качество, отношение и модалност. Категориите според качеството са реалност, отрицание и ограничение. Аналогична класификация Кант прилага и спрямо съжденията. Съжденията според качеството биват утвърдителни, отрицателни и безкрайни.
В логиката на Хегел, която в неговата философска система е разгръщането на мисловните форми като вътрешно съдържание на духа, качеството е в началото на учението за битието. Качеството и битието се преплитат, защото са заедността на онова, което се предицира. Тъкмо от предицирането, според Хегел, трябва да започне логиката. Най-абстрактно е битието като неразличимо от нищото, като чиста абстракция. В тази неразличимост е същевременно и тяхното единство, което се осъществява в ставането. Снемайки в себе си тези моменти, ставането е резултат, налично битие. Наличността е непосредствена определеност на битието, качество. Т.е. качеството е отрицателното, битието за друго, онова, чрез което наличното има реалност, защото то първо може да я има само като за нещо друго, като инобитие. Другостта е безкрайна по отрицателен начин и това, като отрицание на отрицанието, възстановява битието, но вече като битие за себе си.

## Качеството в икономиката и обществото
Качеството става централна тема на внимание, дискусии, изследвания и организационни дейности в областта на производството и услугите през втората половина на ХХ век. Икономическите основания за това се дължат на съзряването на пазарите и пазарните отношения, които водят до усилена конкуренция и повишават изискванията на потребителите. Качеството се превръща във фактор за успеха и оцеляването на отделните икономически субекти. Заедно с това се повишава и политическата значимост на темата, доколкото качеството на публичните услуги влияе на конкурентността на гражданите и организациите и играе съществена роля в състезанието между отделните държави за привличане на инвестиции и повишаването на авторитета и влиянието им в международен аспект. Толерирането на некачествени продукти и услуги започва да се счита, също така, за деструктивно и пилеещо човешките способности и таланти и в крайна сметка за пречка пред постигането на удовлетворение и щастие.
Икономическата необходимост и свързаните с нея политически инициативи дават силен тласък на значителна научна и организационна работа по разработване на теории, стандарти, практики и системи за управление на качеството. Както в теоретичен, така и в практически план се оформят няколко широки области, в които разбирането за същността на качеството имат своя специфика.

### Качество на продуктите и услугите
В областта на стопанските дейности качеството е решаващ фактор за начина, по който функционират икономическите субекти, от една страна, и за склонността на клиентите да изберат един или друг продукт, от друга. Голяма част от концепциите и определенията, с които работи икономическата наука по тази тема, са продукт на авторитетни специалисти, понякога наричани „гурута на качеството“.
За такива гурута биват приемани, например, Филип Кросби, Уилям Едуардс Деминг, Джоузеф Джуран, Каору Ишикава.
Възможен подход към мисленето на качеството на даден продукт е изискването той да съответства на някаква предварително зададена дефиниция. Такава дефиниция може да се извежда от неща като продуктовата спецификация, очакванията на клиентите, очакваният начин на употреба на продукта или цялостният набор от нужди, които продуктът се опитва да посрещне и задоволи. Заедно с това съвременните концепции отчитат и факта, че самите дефиниции се развиват и променят, което следва да бъде отчетено в организацията на процеса на планиране, произвоство, продажби и получаване на обратна връзка от потребителите.
Някои основни методи в управлението на качеството в бизнеса са прилагането на статистически контрол на процесите, тотално управление на качеството, концепцията „Нула дефекти“, стратегията Шест сигма, както и разнообразни системи, базирани на стандарти като тези от серията ISO 9000.

### Качество на образованието
Качеството на образованието се измерва обективно чрез одити и класации. Основни показатели са ниво на учителите, постижения на отличени обучавани и други. Когато това е смислено (средно и висше образование), значение има и кариерното развитие на възпитаниците.
Във висшето образование съществуват установени класации за сравнение на университетите. В тях фактор е и научната дейност в университета. В световен мащаб популярни са тези на Times Higher Education и академичната класация на световните университети, развивана в Китай. В България от 2010 съществува рейтингова система за висшите училища в България разработена от МОМН.

### Качество на живота
Качеството на живота е понятие, което се използва в области като здравеопазването, политологията и международното развитие, за да се обозначат и синтезират обективни и субективни критерии и оценки за благосъстоянието на отделните хора и обществата. Интересът към темата в близките години се засилва, благодарение на разработки върху субективното благоденствие и психологията на щастието. Съществуват няколко международни класации, които сравняват качеството на живот в отделните държави. Най-известна сред тях е Индексът на човешкото развитие.

## Вършни препратки
- Academic Ranking of World Universities (ARWU)
- Times Higher Education
- Рейтингова система за висшите училища в България
- Българският форум за управление на качеството Архив на оригинала от 2011-12-23 в Wayback Machine.